# Choanograptis concurrens
Choanograptis concurrens es una especie de polilla de la familia Tortricidae. Se encuentra en Nueva Guinea.
Fue descrita por primera vez por Diakonoff en 1952.